# Termaikos
Termaikos (gr. Δήμος Θερμαϊκού, Dimos Termaiku) – gmina w Grecji, w administracji zdecentralizowanej Macedonia-Tracja, w regionie Macedonia Środkowa, w jednostce regionalnej Saloniki. W 2011 roku liczyła 50 264 mieszkańców. Powstała 1 stycznia 2011 roku w wyniku połączenia dotychczasowych gmin: Termaikos, Epanomi i Michaniona. Siedzibą gminy jest Perea.